# Iakov Smouchkevitch
Iakov Vladimirovitch Smouchkevitch (en russe : Яков Владимирович Смушкевич), né le 14 avril 1902 à Rokiškis (aujourd'hui en Lituanie) et décédé le 28 octobre 1941 à Kouïbychev (aujourd'hui Samara), est un aviateur soviétique. Il commanda les Forces aériennes soviétiques et fut distingué deux fois par le titre de Héros de l'Union soviétique.

## Biographie
Pendant la guerre civile (1918-1920), Smouchkevitch est commissaire d'un régiment d'infanterie de l'Armée rouge sur le front occidental. Il exerce ensuite des fonctions politiques dans l'armée à Minsk. En 1931, il sort diplômé de l'école militaire supérieure d'aviation de Katcha, en Crimée.
De novembre 1936 à juin 1937, il participe à la guerre civile espagnole, où il est connu comme le « général Douglas ». Conseiller militaire de haut rang dans l'aviation républicaine, il dirige la défense aérienne de Madrid. Son action est récompensée par le titre de Héros de l'Union soviétique.
À son retour en Union soviétique, il suit une formation spéciale à l'Académie militaire Frounze puis est nommé adjoint d'Alexandre Loktionov, qui commande les Forces aériennes soviétique. Le 7 octobre 1938, il entre au Conseil militaire du Commissariat du peuple à la défense de l'Union soviétique. Il commande l'aviation du 1er corps d'armée à la bataille de Khalkhin Gol contre l'Armée impériale japonaise, ce qui lui vaut une seconde fois le titre de Héros de l'Union soviétique (1939). Le 19 novembre 1939, il est placé à la tête des Forces aériennes soviétiques. La même année, il est candidat du Comité central du Parti communiste.
En août 1940, il est transféré au poste d'inspecteur général des Forces aériennes, et en décembre de la même année est nommé chef adjoint de l'état-major général de l'Armée rouge pour l'aviation. Le 8 juin 1941, il est arrêté par le NKVD et accusé pêle-mêle d'avoir conspiré contre la République espagnole, d'avoir affaibli les Forces aériennes soviétiques et augmenté le nombre d'accidents. Il est exécuté avec d'autres accusés sans procès sur ordre personnel de Beria, le 28 octobre 1941 à Kouïbychev.
Il a été réhabilité en 1954.

## Distinctions
- deux fois Héros de l'Union soviétique : le 21 juin 1937 (médaille no 29) et le 17 novembre 1939 (médaille no 5)
- deux fois l'ordre de Lénine (1937)
- médaille du jubilé "XX ans de l'Armée rouge des ouvriers et des paysans"
- ordre du Drapeau rouge (Mongolie)